# الشيطان (فلم 1969)
الشيطان هو فيلم مصري عرض عام 1969، بطولة فريد شوقي وشمس البارودي، ومن إخراج محمد سلمان.

## قصة الفيلم
يبحث ماركو رئيس عصابة لسرقة الآثار في مصر عن الشخص الذي يملك الرموز المكتوبة عن كنز فرعوني، يحضر منير من لبنان ليتعقب ماركو في مصر، ويقابله الضابط صلاح ويخبره أن يحتاط للأمر ويحافظ على حياته ويتم اختطاف منير وصلاح لكنهما يهربان من أيدي العصابة.

## طاقم التمثيل
- فريد شوقي: (منير)
- شمس البارودي: (سعاد)
- أشرف عبد الغفور: (صلاح)
- سعيدة جلال: (مساعدة ماركو)
- برج فازيليان: (ماركو)
- نجاح سلام: (ضيفة شرف)
- كمال الزيني: (ضابط شرطة)
- أحمد أبو عبية: (من العصابة)
- علي مصطفى: (حمدان أبو شامة)
- مختار السيد
- حسين عرابي
- محمد سلمان
- زيزي مناع
- هناء محمد
- فايزة عبد الجواد: (من فرقة الكباريه)
- سهير زكي: (راقصة)
- فرج العربي: (مطرب)

## فريق العمل
- إخراج: محمد سلمان
- تأليف: أحمد ثروت
- مدير التصوير: إبراهيم صالح
- مونتاج: فكري رستم
- إنتاج: محمد محمود سماحه
- توزيع داخلي: أفلام السلام
- توزيع خارجي: وكالة الجاعوني

## أغاني الفيلم
- آه يا قمر، تأليف: محمد ياسين قاسم، ألحان: فتحي حجازي
- سلطان زماني، تأليف: محمد علي، ألحان وغناء: فرج العربي